# Аполодор из Дамаска
Аполодор из Дамаска (лат. Apollodorus Damascus; 60—125), Сиријац, подигао је Трајанов мост на Дунаву - DANUBE, пише др Петар Петровић у Старинару (XXI, Београд, 1970, 37).
Највећи римски архитекта царског доба, поред многобројних објеката, саградио је Трајанов форум у Риму и чувени Трајанов стуб. Писац је многих стручних дела, међу њима и монографије о грађењу Трајановог моста на Дунаву, али су његови радови изгубљени, као и Трајанови коментари о дачким ратовима. Профил моста је био на кованици по завршетку изградње, а уклесан је и на Трајановом стубу у Риму, на коме је приказана сцена у којој Аполодор предаје Трајану план моста.
Према запису Диона Касија (Cassius Dio Cocceianus, 155–235), Аполодор је после Трајана пао у немилост цара Хадријана и у изгнанству написао Полиоркетику, којом је пренео у Рим искуства Истока. После критике на Хадријанов пројекат храма богиње Рима и Венере - „напрасити император је наредио да се Аполодор погуби 125. године“ (А. В. Мишулин: Историја старог века, „Просвета“, Београд, 1947).